# Wake-on-LAN
Wake-on-LAN (WOL; в переводе с англ.  — «пробуждение по [сигналу из] локальной сети») — технология, позволяющая удалённо включить компьютер посредством отправки через локальную сеть специальной последовательности байтов — пакета данных (так называемого magic packet — «волшебного пакета», см. ниже). Этот пакет может быть вставлен в пакеты любых стандартных протоколов более высоких уровней, например, UDP или IPX.

## Требования к компьютеру для работы с Wake-on-LAN
- Компьютер с источником питания, соответствующим стандарту ATX 2.01, и материнской платой, поддерживающей Wake-on-LAN;
- Сетевая плата (в виде платы расширения либо встроенная в материнскую плату) с поддержкой Wake-on-LAN;
- Если используется внешняя (не встроенная в материнскую плату) сетевая плата, и хотя бы одна из этих плат не соответствуют стандарту PCI 2.2 или более позднему, то необходим также специальный трёхпроводной кабель для соединения разъёмов Wake-on-LAN на материнской и сетевой платах.
- Как для интегрированного, так и для внешнего сетевого адаптера, как правило, требуется включение Wake-on-LAN в настройках BIOS материнской платы.

Кроме того, необходима возможность послать magic packet управляемому компьютеру. Это можно сделать, например, с помощью другого компьютера с соответствующей программой (см. примеры ниже).

## Принцип работы
Управляемый компьютер находится в дежурном режиме (англ. stand-by — режим, предусмотренный спецификацией ATX, при котором из всех выходных цепей блока питания активна только дежурная +5VSB) и выдаёт питание на микросхему BIOS и сетевой адаптер. Сетевой адаптер находится в режиме пониженного энергопотребления, при этом его микроконтроллер анализирует все пакеты, приходящие на соответствующий MAC-адрес, ничего не отвечая на них. Если одним из пакетов окажется magic packet, сетевой адаптер выдаст сигнал на включение питания компьютера.

### Magic packet
англ. Magic packet — это специальная последовательность байтов, которую для нормального прохождения по локальным сетям можно вставить в пакеты транспортного уровня, не требующие установки соединения (например, протокол UDP или устаревший IPX). Обычно для Wake-on-LAN пакеты протоколов верхнего уровня рассылают широковещательно, так как в случае динамического присвоения адресов неизвестно, какой IP-адрес соответствует какому MAC-адресу. Однако, для корректного прохождения через маршрутизатор, запрещающий широковещательные пакеты, можно послать пакет по какому-то определённому адресу.
В начале пакета идет так называемая цепочка синхронизации: 6 байт, равных 0xFF. Затем — MAC-адрес сетевой платы, повторённый 16 раз. То есть, если бы адрес платы выглядел как 01:02:03:04:05:06, то магический пакет оказался бы таким:
```
FFFFFFFFFFFF010203040506
010203040506010203040506
010203040506010203040506
010203040506010203040506
010203040506010203040506
010203040506010203040506
010203040506010203040506
010203040506010203040506
010203040506
```

## Примеры

### Программы
- Для Linux — https://web.archive.org/web/20070121141809/http://gsd.di.uminho.pt/jpo/software/wakeonlan/mini-howto/wol-mini-howto-3.html#ss3.1
- FreeBSD - начиная с 8.0-RELEASE содержит утилиту wake — http://www.freebsd.org/cgi/man.cgi?query=wake&sektion=8&manpath=FreeBSD+8.0-RELEASE
- Для Maemo 4 (Nokia Internet Tablet N800/N810) — http://fernando.mercado.googlepages.com/maemowol
- woncli — консольная утилита для Windows — http://www.relvarsoft.com/woncli.html
- MultiWOL — CGI скрипт на Perl для многопользовательского окружения — http://multiwol.sourceforge.net/
- WakeMeOnLan — http://www.nirsoft.net/utils/wake_on_lan.html
- Инструмент RouterOS Wake-on-LAN

### Исходники
Задача написания программы, посылающей магический пакет, достаточно проста и часто дается как учебная при изучении основ работы с сетью. Ниже представлено два примера таких программ в исходных кодах:
```
using
 
System.Globalization
;

using
 
System.Net
;

using
 
System.Net.Sockets
;

Console
.
Write
(
"Enter MAC: "
);

var
 
data
 
=
 
MacToBytes
(
"11-22-33-44-55-66"
);

using
 
var
 
client
 
=
 
new
 
UdpClient
();

client
.
Send
(
data
,
 
new
(
IPAddress
.
Broadcast
,
 
9
));

Span
<
byte
>
 
MacToBytes
(
string
 
mac
)

{

    
Span
<
byte
>
 
data
 
=
 
new
 
byte
[
102
];

    

    
data
[..
6
].
Fill
(
0
xFF
);

    
for
(
var
 
i
 
=
 
0
;
 
i
 
<
 
6
;
 
i
++
)
 

        
data
[
i
+
6
]
 
=
 
byte
.
Parse
(
mac
[(
i
*
3
)..(
i
*
3
+
2
)],
 
NumberStyles
.
HexNumber
);

    

    
for
(
var
 
i
 
=
 
12
;
 
i
 
<
 
102
;
 
i
+=
6
)
 

        
data
[
6.
.
12
].
CopyTo
(
data
[
i
..(
i
+
6
)]);

    

    
return
 
data
;

}

```

Адаптирован для версии Delphi7.
```
unit
 
WOL
;

interface

uses

  
Windows
,
 
Messages
,
 
SysUtils
,
 
Variants
,
 
Classes
,
 
Graphics
,
 
Controls
,
 
Forms
,

  
Dialogs
,
 
IdBaseComponent
,
IdComponent
,
IdUDPBase
,
IdUDPClient
,
IdGlobal
,

  
StdCtrls
;

type

  
TForm1
 
=
 
class
(
TForm
)

    
Edit1
:
 
TEdit
;

    
Button1
:
 
TButton
;

    
procedure
 
Button1Click
(
Sender
:
 
TObject
)
;

  
private

    
{ Private declarations }

  
public

    
{ Public declarations }

  
end
;

var

  
Form1
:
 
TForm1
;

implementation

{$R *.dfm}

type

  
TMACAddress
 
=
 
packed
 
record

    
case
 
integer
 
of

    
0
:
 
(
s1
,
s2
,
s3
,
s4
,
s5
,
s6
 
:
 
byte
;
 
)
;

    
1
:
 
(
cmp1
:
word
;
 
cmp2
:
integer
;
)
;

  
end
;

 

  
TWakeupMagicPacket
 
=
 
packed
 
record

    
FillFF
 
:
 
array
 
[
0
..
5
]
 
of
 
byte
;

    
Mac
  
:
 
array
 
[
0
..
15
]
 
of
 
TMACAddress
;

  
end
;

 

function
 
TryStrToMac
(
str
:
string
;
 
var
 
mac
:
TMACAddress
)
:
boolean
;

var
 
a
,
b
:
integer
;

const
 
ToHex
 
=
 
'0123456789ABCDEF'
;

begin

  
Result
:=
false
;

  
str
:=
AnsiUpperCase
(
trim
(
str
))
;

  
if
 
length
(
str
)
<
17
 
then
 
begin

    
mac
.
cmp1
:=
0
;

    
mac
.
cmp2
:=
0
;

    
exit
;

  
end
;

  
a
:=
pos
(
str
[
1
]
,
ToHex
)
-
1
;
 
b
:=
pos
(
str
[
2
]
,
ToHex
)
-
1
;

  
if
((
a
>=
0
)
and
(
b
>=
0
)
and
(
str
[
3
]
=
'-'
))
 
then
 
mac
.
s1
:=
a
*
16
+
b
 
else
 
exit
;

  
a
:=
pos
(
str
[
4
]
,
ToHex
)
-
1
;
 
b
:=
pos
(
str
[
5
]
,
ToHex
)
-
1
;

  
if
((
a
>=
0
)
and
(
b
>=
0
)
and
(
str
[
6
]
=
'-'
))
 
then
 
mac
.
s2
:=
a
*
16
+
b
 
else
 
exit
;

  
a
:=
pos
(
str
[
7
]
,
ToHex
)
-
1
;
 
b
:=
pos
(
str
[
8
]
,
ToHex
)
-
1
;

  
if
((
a
>=
0
)
and
(
b
>=
0
)
and
(
str
[
9
]
=
'-'
))
 
then
 
mac
.
s3
:=
a
*
16
+
b
 
else
 
exit
;

  
a
:=
pos
(
str
[
10
]
,
ToHex
)
-
1
;
 
b
:=
pos
(
str
[
11
]
,
ToHex
)
-
1
;

  
if
((
a
>=
0
)
and
(
b
>=
0
)
and
(
str
[
12
]
=
'-'
))
 
then
 
mac
.
s4
:=
a
*
16
+
b
 
else
 
exit
;

  
a
:=
pos
(
str
[
13
]
,
ToHex
)
-
1
;
 
b
:=
pos
(
str
[
14
]
,
ToHex
)
-
1
;

  
if
((
a
>=
0
)
and
(
b
>=
0
)
and
(
str
[
15
]
=
'-'
))
 
then
 
mac
.
s5
:=
a
*
16
+
b
 
else
 
exit
;

  
a
:=
pos
(
str
[
16
]
,
ToHex
)
-
1
;
 
b
:=
pos
(
str
[
17
]
,
ToHex
)
-
1
;

  
if
((
a
>=
0
)
and
(
b
>=
0
))
 
then
 
mac
.
s6
:=
a
*
16
+
b
 
else
 
exit
;

  
Result
:=
true
;

end
;

 

function
 
TryWakeUpComputer
(
const
 
MacAddress
:
 
string
)
:
boolean
;

var
 
i
      
:
 
integer
;

    
mac
    
:
 
TMACAddress
;

    
pkt
    
:
 
TWakeupMagicPacket
;

begin

  
Result
 
:=
 
false
;

  
if
 
not
 
TryStrToMac
(
MacAddress
,
mac
)
 
then
 
exit
;

  
FillChar
(
pkt
.
FillFF
[
0
]
,
SizeOf
(
pkt
.
FillFF
)
,
$FF
)
;

  
for
 
i
:=
0
 
to
 
High
(
pkt
.
Mac
)
 
do
 
pkt
.
Mac
[
i
]
:=
mac
;

  
with
 
TIdUDPClient
.
Create
(
nil
)
 
do
 
try

    
BroadcastEnabled
 
:=
 
True
;

    
Host
 
:=
 
'255.255.255.255'
;

    
Port
 
:=
 
9
;

    
SendBuffer
(
pkt
,
sizeof
(
pkt
))
;

    
Result
 
:=
 
true
;

  
finally

    
Free
;

  
end
;

end
;

procedure
 
TForm1
.
Button1Click
(
Sender
:
 
TObject
)
;

begin

  
if
 
not
 
TryWakeUpComputer
(
Edit1
.
Text
)
 
then
  
\\Мак
 
вида
 
BC
-
AE
-
C5
-
8E-0
A
-
2
C

  
begin

    
// Do something...

showmessage
(
'ERROR'
)
;

  
end
;

end
;

```